# Гард Насьональ (футбольный клуб)
«Гард Насьональ» («АС Гард Насьональ») — мавританский футбольный клуб из Нуакшота, выступающий в местной Премьер-лиге.

## История
Клуб был основан в 1960 в столице страны Нуакшоте. В прошлом команда была известна под названием «ASC Garde Nationale» (Ассоциация спортивной и культурной национальной гвардии). Первоначально клуб представлял мавританскую армию, состав клуба состоял из солдат и полицейских.
Вместе с другой командой «АС Полис» клуб являлся рекордсменом по количеству титулов в национальных чемпионатах (7 титулов), пока обе эти команды в 2019 году не перегнал «Нуадибу». Помимо 7 побед в чемпионате, на счету команды 4 национальных кубка.
Благодаря своим национальным успехам, клуб несколько раз принимал участие в континентальных соревнованиях, однако каждый раз неудачно. Примером может служить участие команды в Западноафриканском клубном чемпионате 1999 года, где команда вылетела в первом раунде.
В сезоне 2022/2023 команда заняла 8 место в чемпионате.